# Juniperus viminalis
Juniperus viminalis là một loài thực vật hạt trần trong họ Cupressaceae. Loài này được Jovan. mô tả khoa học đầu tiên năm 1992.